# Alliiertes Vorbehaltsrecht
Das alliierte Vorbehaltsrecht (auch alliiertes Kontrollrecht genannt) regelte die Beziehungen der alliierten Besatzungsmächte gegenüber der 1949 gegründeten Bundesrepublik Deutschland (23. Mai 1949 Verkündung des Grundgesetzes; 14. August 1949 Wahlen zum ersten Deutschen Bundestag) und galt seit Inkrafttreten des Besatzungsstatuts (21. September 1949) in verschiedenen Ausprägungen bis zur Wiedervereinigung Deutschlands 1990 und dem Abschluss des Zwei-plus-Vier-Vertrages.

## Wahrnehmung ziviler Kontrollrechte in Westdeutschland nach Maßgabe des Besatzungsstatuts
Die Bildung der Bundesrepublik machte ein Besatzungsorgan erforderlich, dessen Kompetenzen an die veränderte Situation angepasst werden mussten. Durch das Besatzungsstatut wurden die Militärregierungen der westlichen Besatzungsmächte in jeder der drei Zonen durch Zivilverwaltungen ersetzt, an deren Spitze jeweils ein Hoher Kommissar stand. Die alliierten Kontrollrechte bezüglich Westdeutschlands wurden damit auf die Alliierte Hohe Kommission als Gemeinschaftsorgan der Westmächte übertragen, nachdem der Alliierte Kontrollrat ab dem 20. März 1948 handlungsunfähig geworden war. An diesem Tag hatte der sowjetische Vertreter die Sitzung verlassen und weigerte sich, an weiteren Zusammenkünften teilzunehmen. Die drei Hohen Kommissare stellten als Vertreter ihrer Regierungen die oberste Gewalt dar und übten eine Kontrolle über die deutsche Bundesregierung wie über die Regierungen der Länder aus. Der Bundesrepublik Deutschland und ihren Ländern wird zwar „die volle gesetzgebende, vollziehende und rechtsprechende Gewalt gemäß dem Grundgesetz“ zuerkannt (Artikel I; Zitate aus der Fassung vom 10. April 1949), doch nahmen die Drei Mächte (USA, Großbritannien, Frankreich) eine Reihe von Sonderbefugnissen für sich in Anspruch, zum Beispiel:
- Abrüstung und Entmilitarisierung
- Reparationen, Kontrollmaßnahmen bezüglich des Ruhrgebiets
- Kontrolle von und Eingriffe in Wirtschaftsleben und Industrie (auch: Außenhandel)
- auswärtige Angelegenheiten „einschließlich völkerrechtlicher Abkommen, die von Deutschland oder mit Wirkung für Deutschland abgeschlossen werden“
- Schutz, Sicherheit, Finanzierung und Versorgung der alliierten Streitkräfte
- Beachtung des Grundgesetzes und der Landesverfassungen

Außerdem wird in Artikel III formuliert:

„Die Besatzungsbehörden behalten sich jedoch das Recht vor, auf Anweisung ihrer Regierungen die Ausübung der vollen Regierungsgewalt ganz oder teilweise wieder aufzunehmen, wenn sie der Ansicht sind, dass dies aus Sicherheitsgründen oder zur Aufrechterhaltung der demokratischen Regierungsform in Deutschland oder in Verfolg der internationalen Verpflichtungen ihrer Regierungen unumgänglich ist. Bevor sie dies tun, werden sie die zuständigen deutschen Behörden von ihrem Entschluss und seinen Gründen offiziell unterrichten.“

Damit sicherten sich die Besatzungsmächte Notstandsrechte bei inneren Unruhen und Krisensituationen. Das Statut sollte im Laufe von 12 bis 18 Monaten überprüft werden.

## Reduzierung der Kontrollrechte während der Regierung Adenauer bis 1954
Ziel des Bundeskanzlers Konrad Adenauer war es in der Folge, neben der Westintegration der Bundesrepublik die alliierten Vorbehaltsrechte sukzessive zu mindern und schrittweise zu einem gleichberechtigten, souveränen Partner zu werden:
- Petersberger Abkommen (22. November 1949): Recht zur Aufnahme konsularischer Beziehungen und wirtschaftliche Erleichterungen als Entgegenkommen für den Beitritt zum Ruhrabkommen (Ruhrstatut);
- ab März 1951 Verzicht der alliierten Hohen Kommissare auf die Überwachung der Bundes- und Landesgesetze, Übertragung der Devisenhoheit, Erlaubnis zur Aufnahme auswärtiger Beziehungen (Umwandlung der Dienststelle für Auswärtige Angelegenheiten in ein Außenministerium, dessen Führung am 15. März 1951 von Adenauer selbst übernommen wurde) als Gegenleistung für die Anerkennung der deutschen Auslandsschulden durch die Bundesregierung;
- Anstreben einer deutschen Wiederbewaffnung im Rahmen einer Europäischen Verteidigungsgemeinschaft (EVG), welche allerdings scheiterte.

## Reste der Vorbehaltsrechte im zweiten Deutschlandvertrag (1954) und der Weg zur Souveränität
Das Besatzungsstatut wurde mit der Ratifizierung der Pariser Verträge (23. Oktober 1954) am 5. Mai 1955 – zehn Jahre nach Kriegsende – durch den zweiten Deutschlandvertrag ersetzt und aufgehoben. Dazu lautete es im Artikel 1:

„(1) Mit dem Inkrafttreten dieses Vertrages werden [die drei Besatzungsmächte] das Besatzungsregime in der Bundesrepublik beenden, das Besatzungsstatut aufheben und die Alliierte Hohe Kommission […] auflösen. (2) Die Bundesrepublik wird demgemäß die volle Macht eines souveränen Staates über ihre inneren und äußeren Angelegenheiten haben.“

Im Artikel 5 wird jedoch deutlich, dass neben dem Recht auf die Stationierung von Streitkräften weitere Vorbehalte existierten. So dürfen von den Alliierten „im Falle eines Angriffs oder unmittelbar drohenden Angriffs ohne Einwilligung der Bundesrepublik“ Truppen in das deutsche Bundesgebiet verlagert werden.
Auch alliierte Rechte, die für die Sicherheit der stationierten Streitkräfte notwendig sind, sollen erst erlöschen, „sobald die zuständigen deutschen Behörden entsprechende Vollmachten durch die deutsche Gesetzgebung erhalten haben […], einschließlich der Fähigkeit, einer ernstlichen Störung der öffentlichen Sicherheit und Ordnung zu begegnen.“ Somit bestanden theoretisch Notstandsrechte der westlichen Hauptsiegermächte weiter und hätten im Falle eines Notstandes dazu führen können, dass die drei Botschafter der USA, Großbritanniens und Frankreichs im Sinne der ehemaligen Hohen Kommissare Teile der exekutiven Gewalt hätten übernehmen können. Es bedurfte aber lediglich einer (verfassungs-)rechtlichen Regelung seitens der Regierung und des Parlaments der Bundesrepublik Deutschland, um diesen Vorbehalt zu beenden. In Artikel V der Fassung des ersten Deutschlandvertrages von 1952 hatten die Westmächte für sich noch das Recht in Anspruch genommen, einen förmlichen Notstand in der Bundesrepublik verhängen zu können.
Die verfassungsrechtliche Regelung in der Bundesrepublik gelang erst nach dreizehn Jahren. Die Debatte darüber wurde teils sehr heftig geführt (Ablehnung einer Einschränkung der Grundrechte), die Große Koalition ermöglichte aber eine Verabschiedung der Notstandsgesetze (1968). Die im Grunde schon 1955 hergestellte innere Souveränität war damit endgültig verwirklicht.
Der Artikel 2 des revidierten Deutschlandvertrages war weiterhin in Kraft und die dadurch noch verbliebenen westalliierten Vorbehalte bis 1990 verankert. In diesem hieß es:

„Im Hinblick auf die internationale Lage, die bisher die Wiedervereinigung Deutschlands und den Abschluß eines Friedensvertrags verhindert hat, behalten die Drei Mächte die bisher von ihnen ausgeübten oder innegehabten Rechte und Verantwortlichkeiten in bezug auf Berlin und auf Deutschland als Ganzes einschließlich der Wiedervereinigung Deutschlands und einer friedensvertraglichen Regelung.“

Seitens der Bundesrepublik Deutschland ist dieser Vorbehalt nochmals im Grundlagenvertrag mit der Deutschen Demokratischen Republik (1972) bestätigt worden. Beides, der Sonderstatus von Berlin (Besatzungsstatus von Berlin (West) als Teil Groß-Berlins) und die Reste der alliierten Vorbehaltsrechte bezüglich Gesamtdeutschland, endete erst am 3. Oktober 1990, dem Tag des Wirksamwerdens des Beitritts der DDR. Mit dem Zwei-plus-Vier-Vertrag, durch den die völkerrechtlichen Voraussetzungen für die staatliche Einheit Deutschlands besiegelt wurden, bekam das vereinte Deutschland von den vier Hauptsiegermächten die volle Souveränität über seine inneren und äußeren Angelegenheiten zugesprochen, die es mit Inkrafttreten des Vertrages am 15. März 1991 schließlich erhielt.
Nach Ansicht des Historikers Josef Foschepoth bestanden dagegen bestimmte alliierte Vorbehaltsrechte noch länger fort. Diese seien mit Zustimmung von Bundeskanzler Adenauer in einer geheimen Zusatzvereinbarung, die während der Verhandlungen zum Deutschlandvertrag im Frühjahr 1952 abgeschlossen wurde, geregelt worden und sicherten den Drei Mächten im Wesentlichen zwei Vorbehalte: „erstens der Überwachungsvorbehalt, das Recht, den in- und ausländischen Post- und Fernmeldeverkehr in der Bundesrepublik auch weiterhin zu überwachen; zweitens den Geheimdienstvorbehalt, das Recht, die alliierten Geheimdienste mit Unterstützung des Bundesamtes für Verfassungsschutz außerhalb des deutschen Rechts zu stellen, wenn es die geheimdienstlichen Interessen erforderten.“ Adenauer unterschrieb diese Geheimverträge nicht, sondern sie seien in einem Schriftverkehr legitimiert worden und gelten nach Foschepoths Auffassung immer noch, da sie „längst im Zusatzvertrag zum NATO-Truppenstatut von 1959 dauerhaft gesichert“ seien.
Foschepoths Interpretation der Rechtslage ist umstritten. Peter Schaar stellte beispielsweise fest, die Vereinbarungen zum Artikel 10-Gesetz seien „offenbar bei allen Beteiligten in Vergessenheit“ geraten, ihre Entdeckung habe bei zuständigen Behörden „Verwunderung ausgelöst“. Sowohl die US-Regierung wie die deutsche Bundesregierung erklärten auf Anfrage, seit 1990 sei von den darin enthaltenen Befugnissen kein Gebrauch mehr gemacht worden. 2013 wurden die Verwaltungsvereinbarungen von der Bundesregierung im Einvernehmen mit den USA, Großbritannien und Frankreich auch offiziell außer Kraft gesetzt.